# Guitarsynthesizer
En guitarsynthesizer er et slags musikinstrumentsystem, der gør, at en guitarspiller kan spille synthesizere. Der findes i forlængelse heraf forskellige instanser under betegnelsen guitarsynthesizer. Én af dem er den guitarbaserede, hvor en speciel pickup er monteret på en almindelig guitar. Pickuppen sender signalerne (separat for de 6 strenge) videre til en specieldesignet synthesizer, så guitaristen med et internt eller eksternt lydmodul kan spille med synthesizerlyde. De guitarbaserede synthesizere er ikke helt lette at spille med, da man skal spille relativt tydeligt, for at undgå "misforståelser" i den digitale oversættelse. Dette resulterer også i, at mange guitarister ender med at blande synthesizerlyden med guitarlyden, eller som alternativ benytter andre slags guitarsynthesizere.